# Паласт-отель

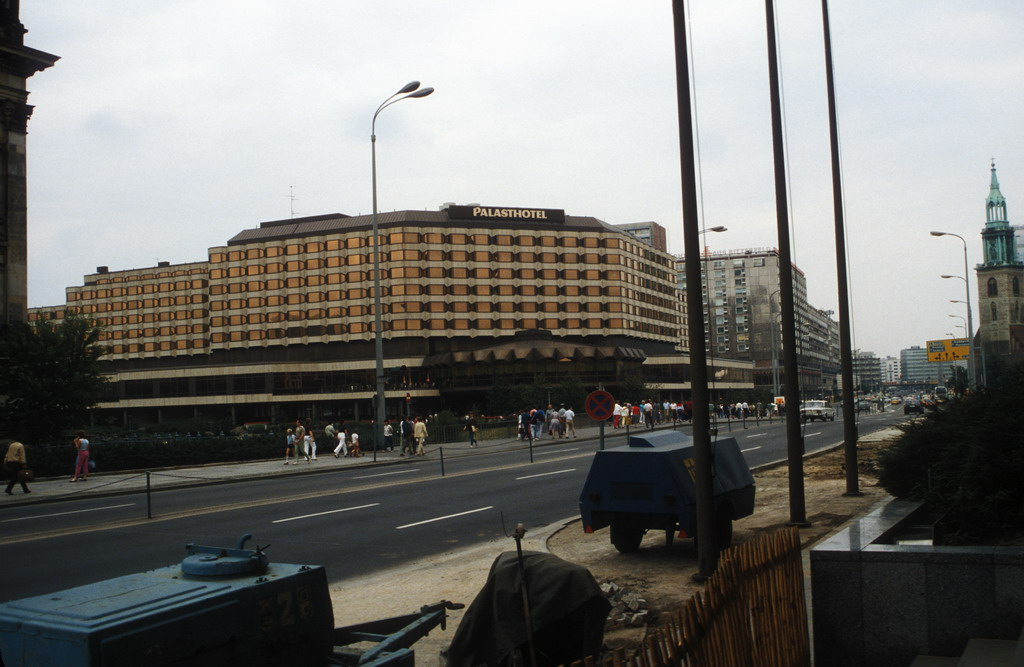
«Паласт-отель». Вид через мост Либкнехта. 1985

«Паласт-отель» (нем. Palasthotel — «дворец-отель») — фешенебельная гостиница в столице ГДР, принадлежавшая восточногерманской гостиничной сети Interhotel. Отель класса люкс в центре Берлина был построен в 1979 году и закрылся в 2001 году. После сноса здания на его месте был построен комплекс CityQuartier DomAquarée, в котором размещается, в частности, аквариум AquaDom и отель Radisson Blu.
Территория, которую занимал «Паласт-отель», ограничивалась набережной Шпрее, улицей Карл-Либкнехт-штрассе и Шпандауской улицей. Напротив отеля на другом берегу Шпрее находится Берлинский кафедральный собор. На другой стороне Карл-Либкнехт-штрассе находится Форум Маркса и Энгельса.
До Второй мировой войны на месте «Паласт-отеля» находились жилые дома, которые были разрушены в ходе бомбардировок и снесены к 1950 году. Проектирование здание началось в 1976 году. Строительством отеля по проекту Ференца Кисса руководил Эрхардт Гиске. В здании из трёх корпусов со внутренним двором по вертикали выделялись три зоны. Два или иногда три нижних этажа занимали рестораны, бары и кафе, рассчитанные на 2000 посадочных мест. Над ними через технический этаж находилась жилая зона на 600 стандартных номеров и 40 номеров люкс. Главный вход в «Паласт-отель» и въезд в подземный гараж находились во внутреннем дворе.
«Паласт-отель» относился к четырём отелям ГДР, предназначавшимся исключительно для обслуживания гостей из западных стран. Граждане ГДР в «Паласт-отеле» не обслуживались. Отель обеспечивался продукцией западного производства, практически не доступной в самой ГДР. Отель служил местом встреч для главного добытчика иностранной валюты для ГДР Александра Шальк-Голодковского и сотрудников министерства государственной безопасности, широко использовавших средства видеонаблюдения за гостями. В 25-30 номерах были установлены специальные записывающие устройства. В разведывательных целях использовались также проститутки.
После объединения Германии отель до 1992 года находился в ведении Interhotel AG. В одном из корпусов отеля разместилось первое представительство земли Северный Рейн — Вестфалия. Новый хозяин отеля Radisson SAS выделил на реконструкцию отеля в 1995 году 60 млн немецких марок. «Паласт-отель» окончательно закрылся 1 декабря 2000 года, 15 января 2001 года начался снос здания. 20 июня 2001 года в ходе работ по разбору конструкций на глубине 4 метров была обнаружена 250-килограммовая неразорвавшаяся авиабомба американского производства, 55 лет пролежавшая незамеченной в центре города и с 1979 года угрожавшая постояльцам отеля. Бомба была обезврежена на месте.